# 安妮-利丝·巴尔代
安妮-利丝·巴尔代（法語：Anne-Lise Bardet，1974年11月18日—），法国女子皮划艇运动员。她曾代表法国参加2000年夏季奥林匹克运动会皮划艇比赛，获得女子皮艇激流回旋铜牌。